# Electronic data interchange
Electronic data interchange (EDI) is een generieke term voor de elektronische uitwisseling van bepaalde bedrijfsdocumenten, zoals orders, rekeningen en bepaalde berichten of bevestigingen. Het is een onderdeel van electronic business, met name bij het goederenvervoer. Omdat de betreffende documenten moeten voldoen aan bepaalde standaardsjablonen wordt het vooral gebruikt voor herhalende transacties.
Er is een aantal EDI-standaarden zoals EDIFACT (ontwikkeld door de Verenigde Naties), HL7 (gezondheidszorg), TRADACOMS (Britse supermarkten), VDA en ODETTE (auto-industrie). Binnen de retail en logistiek vindt een zeer groot aantal transacties middels EDI plaats. Veel grote (internationale) retailers eisen van hun leveranciers dat zij gebruikmaken van EDI voor het uitwisselen van orders, pakbonnen en facturen. Hierbij wordt veelal gebruikgemaakt van de EANCOM-variant van de Edifact-berichten.
Ook in de vrije-energiemarkt wordt gebruikgemaakt van EDI. Er is in Nederland speciaal voor de energiemarkt een standaard gemaakt, deze heet EDINE. De standaard voor de bloemenveilingen heet Florecom. Ook douane-aangiftes (invoer, uitvoer en doorvoer) moeten op basis van EDI worden doorgegeven aan de belastingdienstdouane. Tegenwoordig worden deze standaarden steeds meer overgenomen door open standaarden als XML.
Software om EDI te genereren en te verwerken is over het algemeen kostbaar, en datacommunicatie was tot voor kort in handen van een aantal grote ondernemingen (VANs). Met de komst van internet is EDI ook bereikbaar geworden voor kleinere bedrijven, en ook de software is verbeterd en goedkoper geworden. Ook is EDI-software als open source beschikbaar.